# Système de quotas de la fonction publique du Bangladesh
Le système de quotas de la fonction publique du Bangladesh donne à certains groupes, notamment les descendants des combattants de la liberté de la guerre de libération du Bangladesh, les minorités religieuses et ethniques, les districts sous-représentés et les groupes handicapés, une priorité dans l'accession aux emplois publics. 
Il s’agit essentiellement d’un plan de discrimination positive en faveur des groupes marginalisés, ainsi que des descendants (y compris les petits-enfants) d’anciens combattants de la liberté. Le système est aboli en 2018 mais est rétabli par un verdict de la Haute Cour en 2024,. Cette décision est suspendue par la Division d'appel tandis que le gouvernement du Bangladesh prend des mesures pour obtenir l'annulation de l'ordonnance de la Haute Cour rétablissant le système de quotas,. Le 21 juillet, pour répondre à un mouvement d'opposition au système de quotas, la Cour suprême du Bangladesh réduit ce quota, augmentant ainsi le pourcentage de recrutement pour les emplois gouvernementaux à 93 %.
Tous les candidats doivent réussir tous les examens préliminaires et le quota est pris en compte lors de l'entretien oral final. Les emplois gouvernementaux offrent de meilleurs salaires et avantages que les emplois du secteur privé au Bangladesh, ce qui crée une demande importante pour les emplois gouvernementaux. Les étudiants du Bangladesh protestent à plusieurs reprises contre le système de quotas et soutiennent que des candidats talentueux ne sont pas recrutés à cause des quotas.
Entre le 35e et le 40e examen pour accéder à la fonction publique, environ 65 % des étudiants recrutés le sont sur la base du mérite alors que seulement 44 % des emplois le sont sur cette base. Cela veut dire que 21% des étudiants ont pourvu des postes normalement réservés à des personnes issus de quotas. Ces derniers étant trop peu nombreux, ils laissent des places vacantes.

## Histoire
La fonction publique du Bangladesh trouve ses origines dans la fonction publique du Pakistan, basée sur la fonction publique indienne du Raj britannique. Après l'indépendance du Bangladesh, le gouvernement de la Ligue Awami, dirigé par le président Cheikh Mujibur Rahman établit un quota pour la fonction publique du Bangladesh par le biais d'un arrêté du ministère des Services du Cabinet,. Le professeur Muzaffar Ahmed Chowdhury, vice-chancelier de l'université de Dhaka, s'oppose à cette décision et demande un recrutement basé sur le mérite. Le gouvernement accorde un quota de 30 % aux vétérans de la guerre de libération du Bangladesh, en tant que combattants de la liberté, 10 % aux femmes victimes de la guerre et 40 % aux personnes issues des districts sous-représentés. Cela laisse 20 % des emplois à des candidats recrutés au mérite.
Le président Sheikh Mujibur Rahman est assassiné en 1975 et la Ligue Awami est chassée du pouvoir. En 1976, le gouvernement du Bangladesh réduit à 20 % le quota de personnes provenant de districts sous-représentés, ce qui porte à 40 % le nombre d'emplois pour les candidats recrutés au mérite. Comme les emplois des femmes victimes de la guerre sont laissés vacants, le quota est modifié pour inclure toutes les femmes en 1985. Le quota pour les districts sous-représenté est réduit à 10 %. Le gouvernement crée de nouveaux quotas de 5 % pour les communautés indigènes du Bangladesh. Ce changement en 1985 augmente le nombre d'emplois basés sur le mérite à 45 %.
En 1997, 26 ans après la guerre de libération du Bangladesh, le recrutement des combattants de la liberté diminue en raison de l'âge et, en revanche, le gouvernement du Bangladesh étend ce quota aux enfants des combattants de la liberté.
En 2008, Akbar Ali Khan, ancien fonctionnaire et combattant de la liberté, et Kazi Rakibuddin Ahmad, fonctionnaire, fournissent au Dr Saadat Hossain, président de la Commission de la fonction publique du Bangladesh, un rapport sur le système de quotas, le décrivant essentiellement comme défectueux et nécessitant des réformes. Le rapport indique que sans réformes, des doutes seront soulevés quant à la qualification des recrues à l'examen de la fonction publique du Bangladesh.
En 2010, le gouvernement du Bangladesh étend de nouveau le quota des combattants de la liberté pour inclure leurs petits-enfants. En 2012, la Commission de la fonction publique du Bangladesh ajoute un quota de 1 % pour les candidats handicapés. Cette décision réduit le nombre d'emplois basés sur le mérite à 44 %. Malgré le quota de 30 % pour les enfants et petits-enfants des combattants de la liberté, le recrutement dans cette catégorie ne dépasse jamais 10 %.
Le 8 mars 2018, la Haute Cour du Bangladesh rejette une requête contestant la légalité du système de quotas. La Première ministre Sheikh Hasina déclare le 21 mars qu'elle entend maintenir le quota de descendants de combattants de la liberté. Les étudiants bangladais protestent contre le quota. Le Premier ministre publie un décret supprimant tous les quotas dans la fonction publique du Bangladesh. Les manifestants réclament une réforme des quotas et non leur suppression. Le 1er juillet 2020, la décision de supprimer les quotas est entrée en vigueur.
Le 5 juin 2024, la Haute Cour du Bangladesh rend un verdict annulant la notification du gouvernement, la déclarant illégale, rétablissant ainsi le quota de recrutement dans la fonction publique du Bangladesh. Le verdict concerne un appel déposé par un descendant d’un combattant de la liberté et six autres personnes en 2021 contestant l’ordonnance du gouvernement annulant le système de quotas. Le gouvernement dépose un recours auprès de la Division d'appel de la Cour suprême du Bangladesh. Les étudiants des universités et collèges publics et privés du Bangladesh lancent le mouvement de réforme des quotas au Bangladesh pour 2024. La Division d'appel rend une ordonnance de statu quo qui suspend le verdict de la Haute Cour jusqu'à ce que la Division d'appel termine son audience sur l'appel du gouvernement. 400 étudiants protestataires sont blessés lors d'attaques perpétrées par la Bangladesh Chhatra League, pro-gouvernementale, et par la police. Les manifestations ont lieu dans un contexte de chômage croissant au Bangladesh. Les manifestants se font appeler le « mouvement des étudiants contre la discrimination ».
Le 21 juillet 2024, la Cour suprême du Bangladesh augmente le recrutement pour les emplois gouvernementaux sur la base du mérite à 93 %, tout en réduisant le quota pour les combattants de la liberté et leurs descendants à 5 %, 1 % pour les minorités ethniques et 1 % pour le troisième sexe et les handicapés.